# 시라토 히나
시라토 히나(일본어: 白桃 はな, 2000년 5월 12일~)는 일본의 AV 여배우이다. 《FANZA》가 발표한 2022년 상반기 AV여배우 순위 4위를 기록했다.